# Порай (Підкарпатське воєводство)
Порай (пол. Poraj) — село в Польщі, у гміні Хоркувка Кросненського повіту Підкарпатського воєводства.
Населення — 305 осіб (2011).
У 1975-1998 роках село належало до Кросненського воєводства.

## Демографія
Демографічна структура станом на 31 березня 2011 року:
|          | Загалом | Допрацездатний вік | Працездатний вік | Постпрацездатний вік |
| -------- | ------- | ------------------ | ---------------- | -------------------- |
| Чоловіки | 162     | 34                 | 113              | 15                   |
| Жінки    | 143     | 25                 | 85               | 33                   |
| Разом    | 305     | 59                 | 198              | 48                   |